# Kottenheide
Kottenheide ist ein Ortsteil der Stadt Schöneck/Vogtl. im Vogtlandkreis (Freistaat Sachsen). Er wurde 1956 eingemeindet. Kottenheide zählt zur Gemarkung von Schöneck/Vogtl.

## Geographie

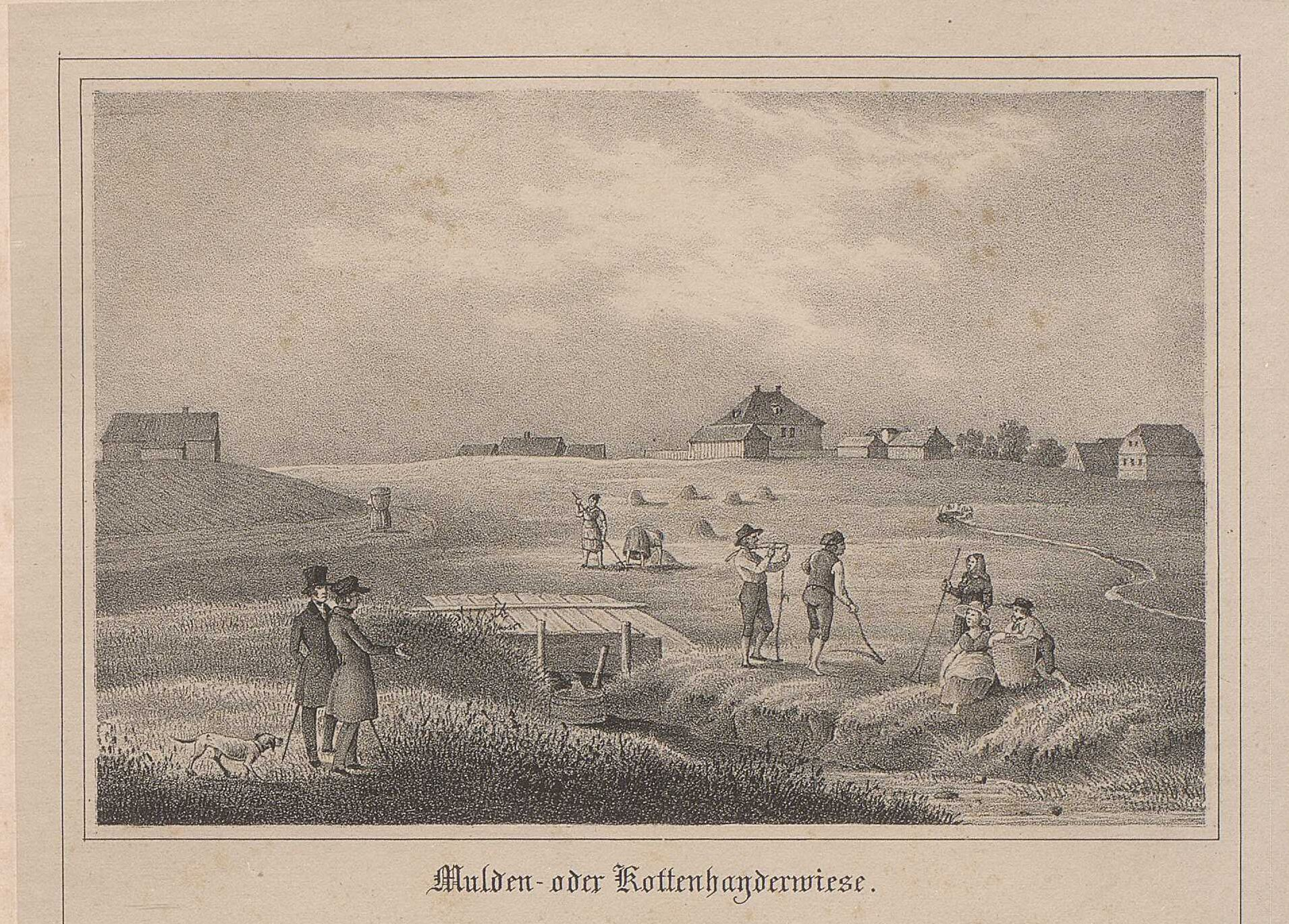
Quelle der Weißen Mulde (1848)

### Lage
Kottenheide liegt im Südosten des sächsischen Teils des historischen Vogtlands, gehört jedoch bezüglich des Naturraums bereits zum Westerzgebirge. Der Ort liegt im Quellgebiet der Zwickauer Mulde. Die Weiße Mulde, einer von zwei Quellflüssen der Zwickauer Mulde, entspringt nördlich des Orts. Das Gebiet westlich, südlich und östlich von Kottenheide entwässert hingegen in die Zwota und über diese in die Eger. Kottenheide liegt im Naturpark Erzgebirge/Vogtland. Durch den Ort führt eine Verbindungsstraße von Schöneck/Vogtl. nach Klingenthal.

### Nachbarorte
| Schöneck/Vogtl. mit Tannenhaus | Muldenberg                                  |             |
|                                | Kompassrose, die auf Nachbargemeinden zeigt | Brunndöbra  |
| Zwotental, Oberzwota           | Zwota mit Zechenbach                        | Klingenthal |

## Geschichte

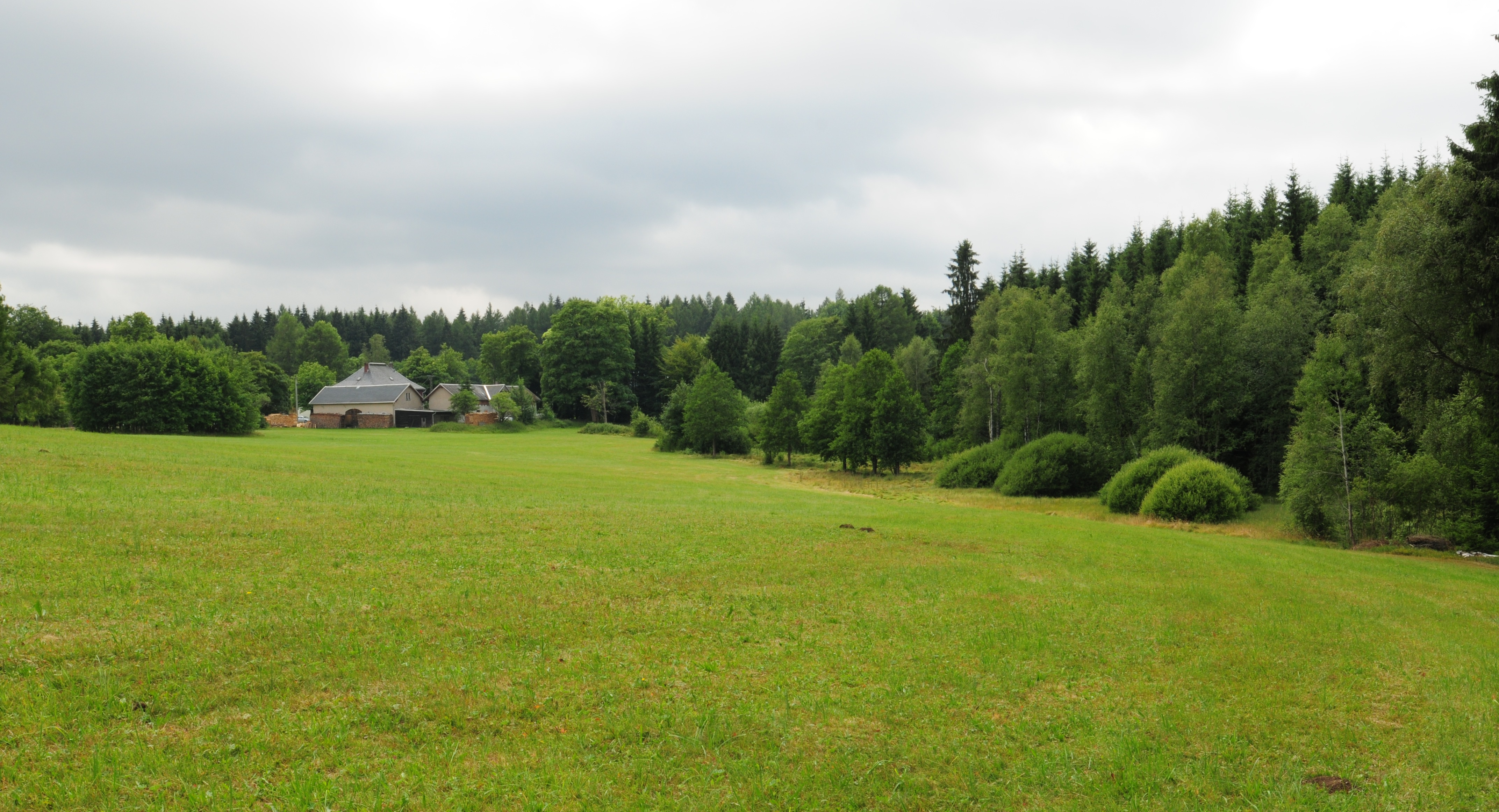
Landschaft in Kottenheide

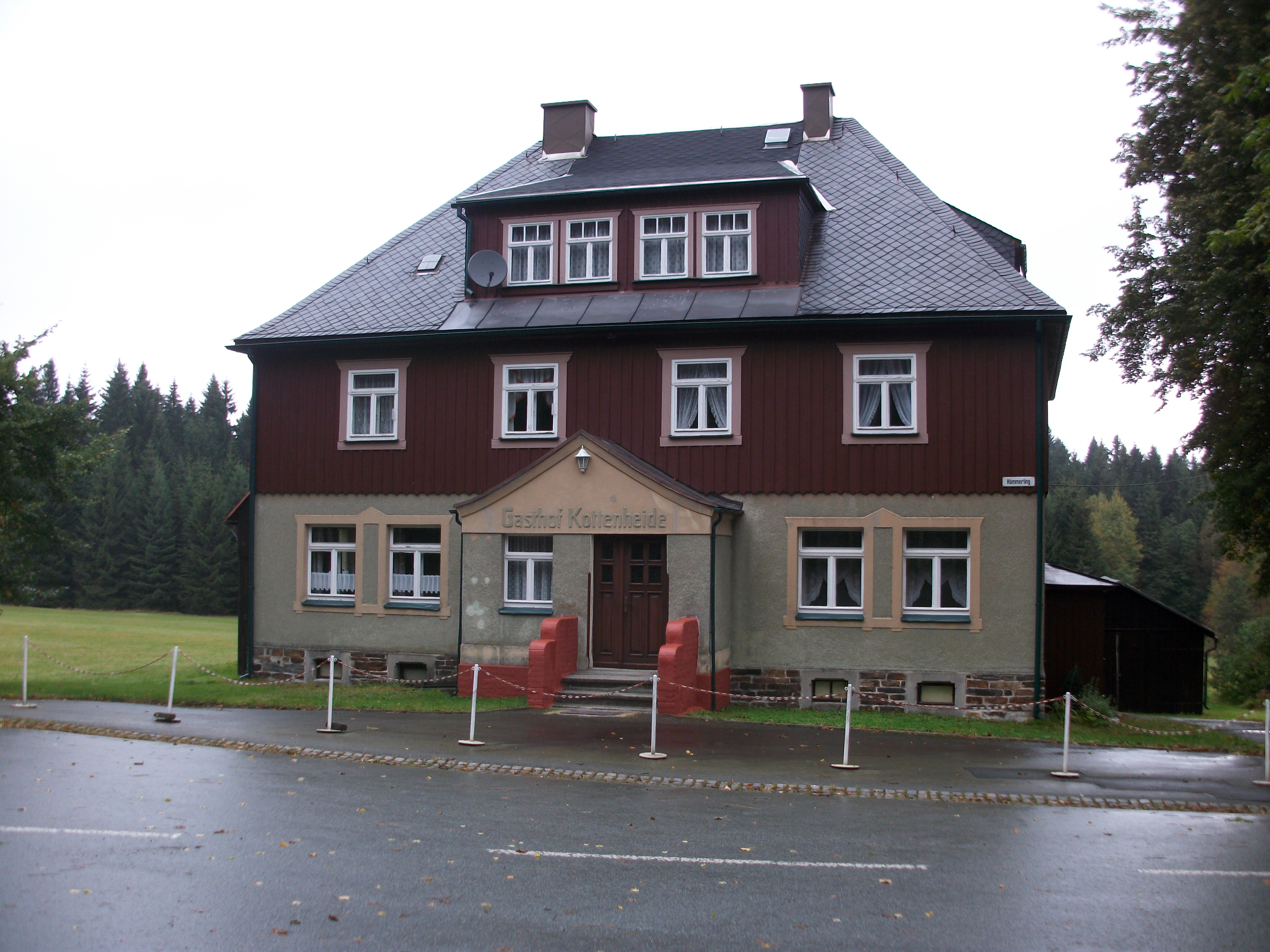
Gasthof Kottenheide

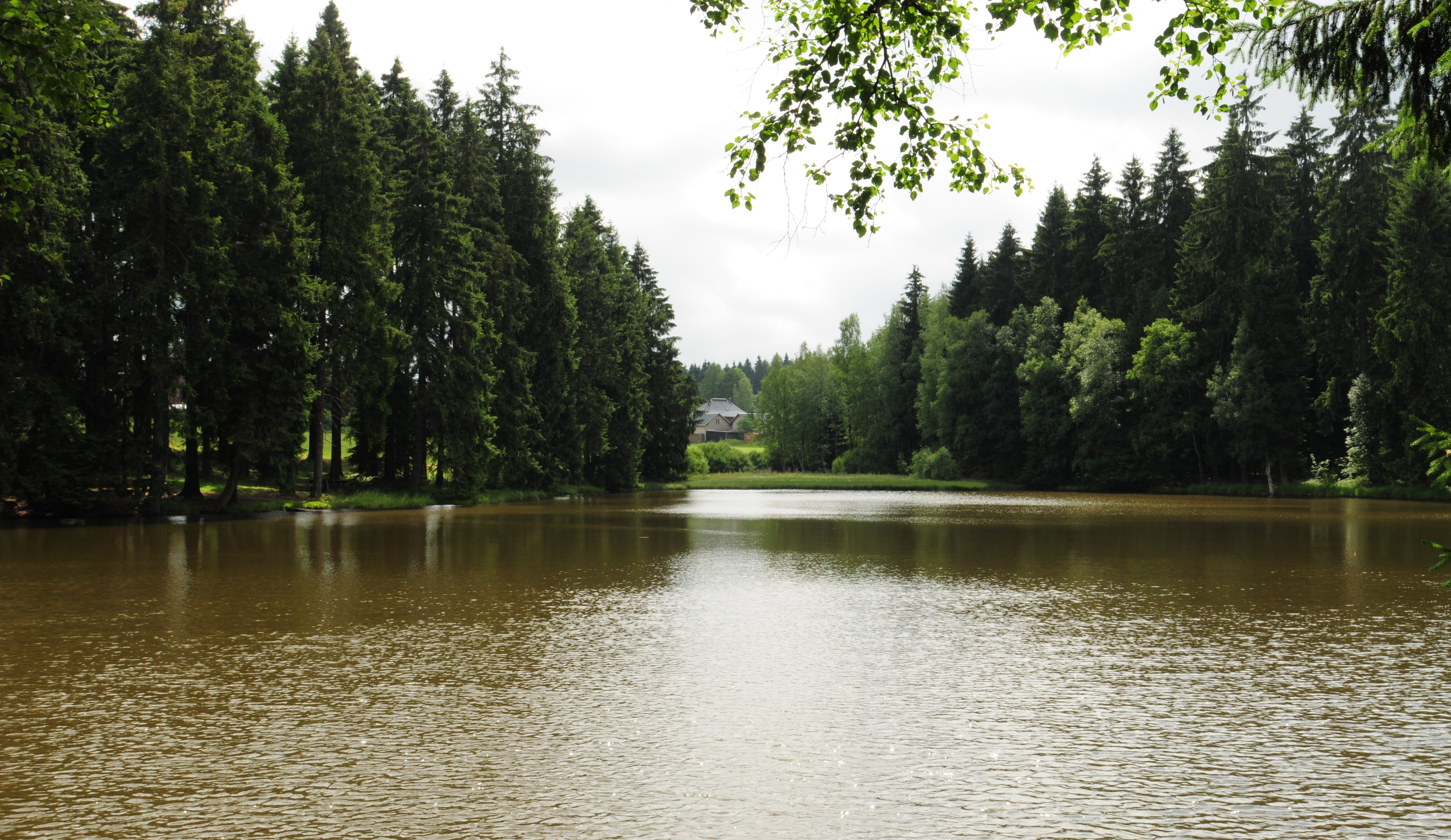
Oberer Muldenteich im Quellgebiet der Weißen Mulde

Die Geschichte des kleinen Orts Kottenheide gehen bis ins 15. Jahrhundert zurück. Im Jahr 1472 wird der Ort als „uff der Kuttenheide bey Schoneck berckwerck“ und 1487 als „zu Sanct peter zur Chuttenheide“ erwähnt. Diese Namen belegen, dass in Kottenheide Bergbau betrieben wurde und im Ort eine Kirche mit dem Namen „St. Peter“ stand. Die Wallfahrtskapelle „St. Peter“ in Kottenheide ist im 15. Jahrhundert erwähnt. Nach der Reformation verfiel sie. Der Schlüssel der Kapelle wird heute noch im Heimatmuseum Schöneck aufbewahrt.
In der Bergbaugeschichte des Vogtlands spielte Kottenheide eine wichtige Rolle. Im Jahr 1533 erwarb der sächsische Kurfürst Johann Friedrich der Großmütige die Schönecker Wälder und die Kottenheide. Zwischen 1563 und 1582 erweiterte Kurfürst August I. von Sachsen den kurfürstlichen Waldbesitz durch Erwerbungen derer von Planitz und von Ellefeld. Eine Urkunde belegt, dass sich die Bewohner von Kottenheide im Jahr 1566 an den sächsischen Kurfürsten wandten, mit der Bitte um Errichtung einer freien Bergstadt mit allen üblichen Freiheiten. Eine lang währende und dauernde Ausbeute blieb der Region um Kottenheide jedoch verwehrt. Eine kurze Blütezeit erlebte lediglich der Abbau von Zinn, Kupfer und Eisenstein. Ende des 17. Jahrhunderts waren die Bergwerke erschöpft, lediglich der Abbau von Eisenstein erfuhr zu dieser Zeit noch eine Steigerung.
Im 19. Jahrhundert gehörte Kottenheide mit weiteren Waldsiedlungen der Gegend um Schöneck, u. a. Muldenberg und Landesgemeinde zur Schönecker Waldgemeinde. Im Jahr 1834 zählte Kottenheide 30 Einwohner in sechs Häusern, darunter ein Forsthaus und ein Gasthaus an der Landstraße von Oelsnitz/Vogtl. über Schöneck und Klingenthal nach Karlsbad.
Kottenheide gehörte bis 1856 zum kursächsischen bzw. königlich-sächsischen Amt Voigtsberg. Nach 1856 gehörte der Ort zum Gerichtsamt Klingenthal und ab 1875 zur Amtshauptmannschaft Auerbach. Um 1900 zählte Kottenheide als Ortsteil der südlich gelegenen Gemeinde Zwota. Am 3. August 1905 wurde in Kottenheide die kleinste Dorfschule des Königreichs Sachsen eröffnet, vorher  gingen die 14 Kinder des Orts in Mulde zur Schule.
Im Jahr 1906 wurde Kottenheide der einige Kilometer im Norden liegenden Gemeinde Mulde angegliedert, die 1934 in Muldenberg umbenannt wurde. Beide Orte waren nicht direkt mit einer Straße verbunden. Zwischen 1920 und 1925 entstand zwischen Mulde im Norden und Kottenheide im Süden die Trinkwassertalsperre Muldenberg.
Durch die zweite Kreisreform in der DDR kam Kottenheide als Ortsteil der Gemeinde Muldenberg im Jahr 1952 zum Kreis Klingenthal im Bezirk Chemnitz (1953 in Bezirk Karl-Marx-Stadt umbenannt).
Zur Zeit der DDR gab es in Kottenheide ein Johannes-Dieckmann-Heim, benannt nach dem 1969 gestorbenen Präsidenten der Volkskammer der DDR, Johannes Dieckmann. Es wurde von der LDPD betrieben, einer mit der SED verbundenen Blockpartei, zu deren Funktionärskörper Dieckmann gehörte. Dieses Heim erhielt im Zuge der sogenannten Wende den Namen „Haus am Ahorn“. Nach der Wiedervereinigung machte die FDP geltend, es sei ihr als Teil des Parteivermögens der LDPD zugewachsen, deren Nachfolge sie angetreten habe. Die FDP versuchte, es zu einem Bildungszentrum der ihr nahen Friedrich-Naumann-Stiftung zu machen. Dass der Erwerb dieser Liegenschaft zu DDR-Zeiten rechtmäßig war, wurde aber von der Treuhandanstalt bestritten, die das Vermögen der früheren Blockparteien auf die Rechtmäßigkeit des Erwerbs überprüfte. Das Objekt wurde privatisiert und wird im 21. Jahrhundert als Ferienhotel betrieben.
1956 erfolgte die Umgliederung des Ortsteils Kottenheide nach Schöneck/Vogtl., mit dem der Ort im Jahr 1990 zum sächsischen Landkreis Klingenthal und 1996 zum Vogtlandkreis kam. Die Flur des Orts wird zur Gemarkung Schöneck gezählt.

## Öffentlicher Nahverkehr
Kottenheide wird im ÖPNV von der zweistündlichen Linie 90 des Verkehrsverbunds Vogtland bedient. Diese verbindet den Ort mit Schöneck, Plauen, Oelsnitz und Klingenthal.

## Sehenswürdigkeiten
Bergbaulehrpfad
Den einstigen Bergbau in Kottenheide kann man auf einem Bergbaulehrpfad entdecken.
Wintersport
Um Kottenheide gibt es im Winter zahlreiche Loipen für Wintersportler.

## Persönlichkeiten
- Friedrich Weißwange (1870–1916), Gynäkologe, Besitzer einer Privatfrauenklinik und Luftfahrtpionier